# Xenopsylla georychi
Xenopsylla georychi är en loppart som först beskrevs av C.Fox 1914.  Xenopsylla georychi ingår i släktet Xenopsylla och familjen husloppor. Inga underarter finns listade i Catalogue of Life.